# Maria Nyberg Ståhl
Maria Elisabet Nyberg Ståhl, tidigare Nyberg, född Löwgren 6 februari 1946 i Västanfors församling i Västmanlands län, är en svensk försvarsforskare och ämbetsman.

## Biografi
Maria Nyberg Ståhl blev filosofie magister och politices magister vid Stockholms universitet 1971. Åren 1971–1993 var hon forskare vid Försvarets forskningsanstalt, tillika avdelningsdirektör och chef för Institutionen för civil beredskap 1990–1992 och från 1991 med titeln överingenjör. Därefter var hon administrativ chef vid Högskolan i Östersund 1992–1993 och planeringsdirektör vid Mitthögskolan från 1993. Därefter var hon akademisk sekreterare och verksamhetscontroller vid Mittuniversitetet fram till sin pensionering 2013.
Maria Nyberg Ståhl invaldes 1991 som ledamot av Kungliga Krigsvetenskapsakademien.
Maria Nyberg Ståhl är dotter till ingenjör Erik Löwgren och Helny Ewenborg. Hon var 1971–1988 gift med teknologie doktor Göran Nyberg (1946–2015) och gifte sig 1992 med överste av första graden Gunnar Ståhl (född 1935).